# パシフィック パーク ビラート
座標: 北緯37度30分48.20秒 東経127度07分23.20秒 / 北緯37.5133889度 東経127.1231111度
「Pacific Park Villart (パシフィックパークビラート)」(韓国語: 태평양 파크 빌라트)は、韓国ソウル特別市松坡区 芳荑洞に位置するアモーレパシフィックによって建設された高層マンション群。

## 概要
1994年から1996年にかけて建設された。
「パシフィックパークビラート」は、「オリンピック公園 (ソウル特別市)」前の住宅団地建築作品です。
芳荑洞、松坡区、ソウル特別市、大韓民国にあります。
それらは15階建てで、1996年に建てられ、すべて高級住宅団地として使用されています。
他の住宅団地の建物とは異なり、その形状は、中央に配置されたエレベータータワーで結合された2つの正方形が互いに向かい合って形成されています。
「パークビラート」の建設業者は、ハイテクセキュリティ対策を導入しました。入居者に発行されるカードキーは、すべての入り口で必要です。各住居の入り口にはキーコードでアクセスできます。

## 受賞歴
- 1996年 韓国建築文化大賞、竣工部門、本賞を受賞
- 1997年 ソウル特別市建築賞、金賞受賞

## 交通アクセス
- ソウル交通公社5号線 芳荑駅
- ソウル交通公社8号線 夢村土城駅
- ソウル交通公社ソウル市メトロ9号線 漢城百済駅

## 参考資料
- 分譲広告 - 朝鮮日報 1995年6月3日 "余裕と品格の色がある場合、それは緑の...「パシフィック パーク ビラート」~ 19世代のVIPを招待します " https://newslibrary.naver.com/viewer/index.nhn?articleId=1995060300239124001&editNo=1&printCount=1&publishDate=1995-06-03&officeId=00023&pageNo=24&printNo=23046&publishType=00010
- https://parkvillart.business.site/
- http://www.aurum.re.kr/Bits/BuildingDoc.aspx?num=334&tb=A&page=1#.YOpikC069n4
- http://m.bits.auric.or.kr/Bits/BuildingDetail.aspx?num=334
- https://www.kunwon.com/board/prize.list.php?BBS_GUBUN=1&SC_YEAR=&SC_word=&page=5
- 건축기행 방이동 태평양빌라트 - 매일경제신문, 1996-10-30 | https://newslibrary.naver.com/viewer/index.nhn?articleId=1996103000099128001&editNo=15&printCount=1&publishDate=1996-10-30&officeId=00009&pageNo=28&printNo=9588&publishType=00010
- 10억원 넘는 고급빌라건설 다시 고개들어 - 매일경제, 1994.06.24 | https://newslibrary.naver.com/viewer/index.nhn?articleId=1994062400099127004&editNo=15&printCount=1&publishDate=1994-06-24&officeId=00009&pageNo=27&printNo=8794&publishType=00010
- 고급 빌라트 올림픽공원 주변 속속 - 조선일보, 1995.02.27 | https://newslibrary.naver.com/viewer/index.nhn?articleId=1995022700239118002&editNo=1&printCount=1&publishDate=1995-02-27&officeId=00023&pageNo=18&printNo=22955&publishType=00010
- 호수와 공원이 앞마당 고급주택촌으로 각광 - 중앙일보, 1995.05.10 | https://news.joins.com/article/3062419
- 올림픽공원 주변 빌라트촌 형성 - 매일경제, 1995.10.09 | https://newslibrary.naver.com/viewer/index.nhn?articleId=1995100900099135001&editNo=15&printCount=1&publishDate=1995-10-09&officeId=00009&pageNo=35&printNo=9235&publishType=00010
- 빌라트 편리함-고급스러움 동시만족 - 매일경제, 1996.09.30 | https://newslibrary.naver.com/viewer/index.nhn?articleId=1996093000099145001&editNo=15&printCount=1&publishDate=1996-09-30&officeId=00009&pageNo=45&printNo=9562&publishType=00010
- 세금 얼마나 분양 어떻게...부유층 점조직식 분양 안내책자도 없어 - 동아일보, 1996.09.15 | https://newslibrary.naver.com/viewer/index.nhn?articleId=1996091500209107004&editNo=45&printCount=1&publishDate=1996-09-15&officeId=00020&pageNo=7&printNo=23312&publishType=00010